# Wereldkampioenschap wegrace 1999
Het wereldkampioenschap wegrace seizoen 1999 was het 51e in de geschiedenis van het door de FIM georganiseerde wereldkampioenschap wegrace.

## Kalender
| Ronde | Datum        | Race                    | Locatie        | Winnaar 125 cc     | Winnaar 250 cc  | Winnaar 500 cc    | Verslag |
| ----- | ------------ | ----------------------- | -------------- | ------------------ | --------------- | ----------------- | ------- |
| 1     | 18 april     | GP van Maleisië         | Sepang         | Masao Azuma        | Loris Capirossi | Kenny Roberts jr. | Verslag |
| 2     | 25 april     | GP van Japan            | Motegi         | Masao Azuma        | Shinya Nakano   | Kenny Roberts jr. | Verslag |
| 3     | 9 mei        | GP van Spanje           | Jerez          | Masao Azuma        | Valentino Rossi | Àlex Crivillé     | Verslag |
| 4     | 23 mei       | GP van Frankrijk        | Paul Ricard    | Roberto Locatelli  | Tohru Ukawa     | Àlex Crivillé     | Verslag |
| 5     | 6 juni       | GP van Italië           | Mugello        | Roberto Locatelli  | Valentino Rossi | Àlex Crivillé     | Verslag |
| 6     | 20 juni      | GP van Catalonië        | Catalunya      | Arnaud Vincent     | Valentino Rossi | Àlex Crivillé     | Verslag |
| 7     | 26 juni      | TT Assen                | Assen          | Masao Azuma        | Loris Capirossi | Tadayuki Okada    | Verslag |
| 8     | 4 juli       | GP van Groot-Brittannië | Donington      | Masao Azuma        | Valentino Rossi | Àlex Crivillé     | Verslag |
| 9     | 18 juli      | GP van Duitsland        | Sachsenring    | Marco Melandri     | Valentino Rossi | Kenny Roberts jr. | Verslag |
| 10    | 22 augustus  | GP van Tsjechië         | Brno           | Marco Melandri     | Valentino Rossi | Tadayuki Okada    | Verslag |
| 11    | 5 september  | GP van Imola            | Imola          | Marco Melandri     | Loris Capirossi | Àlex Crivillé     | Verslag |
| 12    | 19 september | GP van Valencia         | Valencia       | Gianluigi Scalvini | Tohru Ukawa     | Régis Laconi      | Verslag |
| 13    | 3 oktober    | GP van Australië        | Phillip Island | Marco Melandri     | Valentino Rossi | Tadayuki Okada    | Verslag |
| 14    | 10 oktober   | GP van Zuid-Afrika      | Welkom         | Gianluigi Scalvini | Valentino Rossi | Max Biaggi        | Verslag |
| 15    | 24 oktober   | GP van Rio de Janeiro   | Rio de Janeiro | Noboru Ueda        | Valentino Rossi | Norifumi Abe      | Verslag |
| 16    | 31 oktober   | GP van Argentinië       | Buenos Aires   | Marco Melandri     | Olivier Jacque  | Kenny Roberts jr. | Verslag |